# Église Notre-Dame de Clignancourt
Pour les articles homonymes, voir Église Notre-Dame et Notre-Dame.
Notre-Dame-de-Clignancourt est une église catholique parisienne située dans le 18e arrondissement.

## Localisation
Elle est située face à la mairie de l'arrondissement.
Sa façade principale est sur la place Jules-Joffrin, elle occupe un îlot entier, délimité par les rues du Mont-Cenis, du Aimé-Lavy et Hermel.
Son nom vient de Clignancourt, village absorbé par la ville de Paris.
Ce site est desservi par la station de métro Jules Joffrin.

## Histoire
Les habitants du quartier de Clignancourt, devenus, au milieu du XIXe siècle de plus en plus nombreux, étaient titulaires de Saint-Pierre de Montmartre, leur église paroissiale, dont l'accès était assez pénible puisque situé au sommet de la butte Montmartre.
Aussi leur construisit-on sur la place Sainte-Euphrasie (aujourd'hui place Jules-Joffrin), l'église Notre-Dame-de-Clignancourt, sur un terrain de 6 085 m2 au prix de 102 262,50 francs, et dont la première pierre bénie par le cardinal Morlot, archevêque de Paris, fut posée par le baron Haussmann le 2 mai 1859. Le maire de Montmartre était alors le baron Michel de Trétaigne (qui légua son nom à la rue de Trétaigne, non loin de la mairie) et ses adjoints, Achille Labat et Lecuyer. Cette église, construite par Paul-Eugène Lequeux, fut inaugurée le 29 octobre 1863. Sa longueur est de 99 mètres et sa largeur de 20 mètres dans la nef et 33 mètres au transept. Sa hauteur sous clef est de 14,80 mètres.
Dotée par l'impératrice Eugénie, épouse de Napoléon III, en mobilier et objets de culte, l'église fut pillée pendant la Commune en 1871.

## Extérieur
Les sculptures du tympan du portail central représentent le Couronnement de la Vierge, œuvre de Jean-Louis-Désiré Schrœder qui a également réalisé les statues de saint Denis et sainte Geneviève.

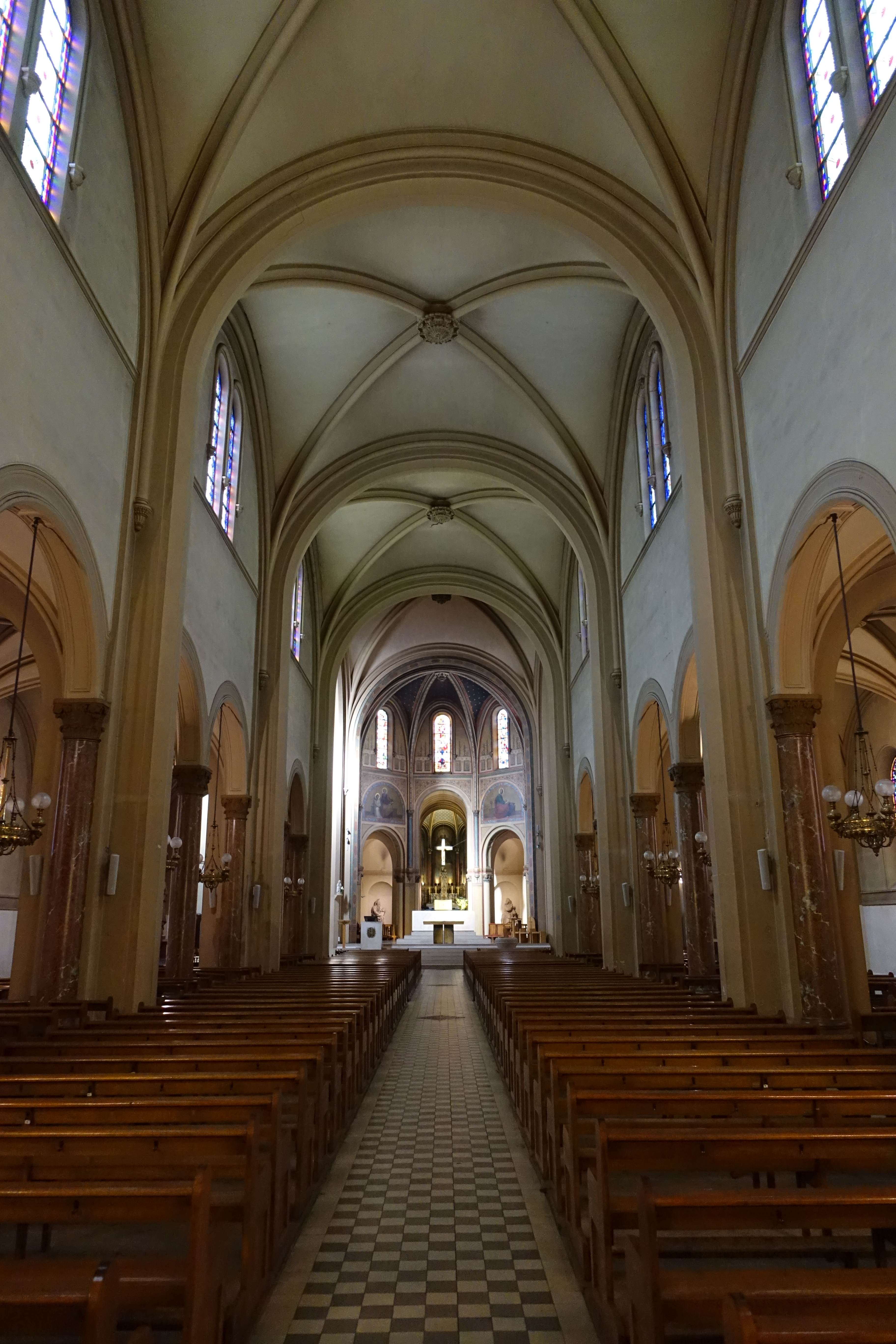
La nef vers le chœur.

## Intérieur

### Peintures
Les peintures sont de Romain Cazes et les fresques d'Émile Laffon,.
La chapelle des morts est décorée de peintures de Charles-Louis Kratké. La chapelle du souvenir (ancienne chapelle du baptistère) qui fait face à la chapelle des morts est décorée de peintures de Charles-Louis Kratké illustrant des scènes de la Première Guerre mondiale :
- La Veuve sur le tombeau du mari au champ de bataille (1916) 326 × 178 cm ;
- Le Calvaire (1916), 364 × 178 cm ;
- Le Soldat mourant (1917) 326 × 178 cm.

### Sculptures
- chapelle du souvenir : piéta
- nef : statue de sainte Rita
- déambulatoire :
  - statue en marbre du roi David avec sa lyre de Jean-Louis-Désiré Schrœder
  - statue en marbre de Moïse avec les Tables de la Loi d'Alfred Lepère

### Chapelle de la Vierge
Derrière le chœur, La chapelle de la Vierge forme comme un édifice à part auquel, étant donné la pente, on monte par un escalier situé dans l’axe de l’ autel. Le clocher surmonté la première travée de la chapelle.
La chapelle est entièrement peinte. Le décor mural est dans un style art nouveau, les 5 toiles marouflées sont de Nélie Jacquemart et Félix-Joseph Barrias.
La statue Notre-Dame de Clignancourt, en marbre blanc est l'œuvre d'Auguste Ottin.
Note : voir http://patrimoine-eglises-paris.fr/?page_id=799

## Vitraux
Les ateliers Lorin de Chartres ont réalisé plusieurs vitraux, dont certains sont signés de Charles Lorin de la manière suivante : « Ch. Lorin et Cie Peintres-Verriers Paris-Chartres ».

Vitraux des ateliers Lorin
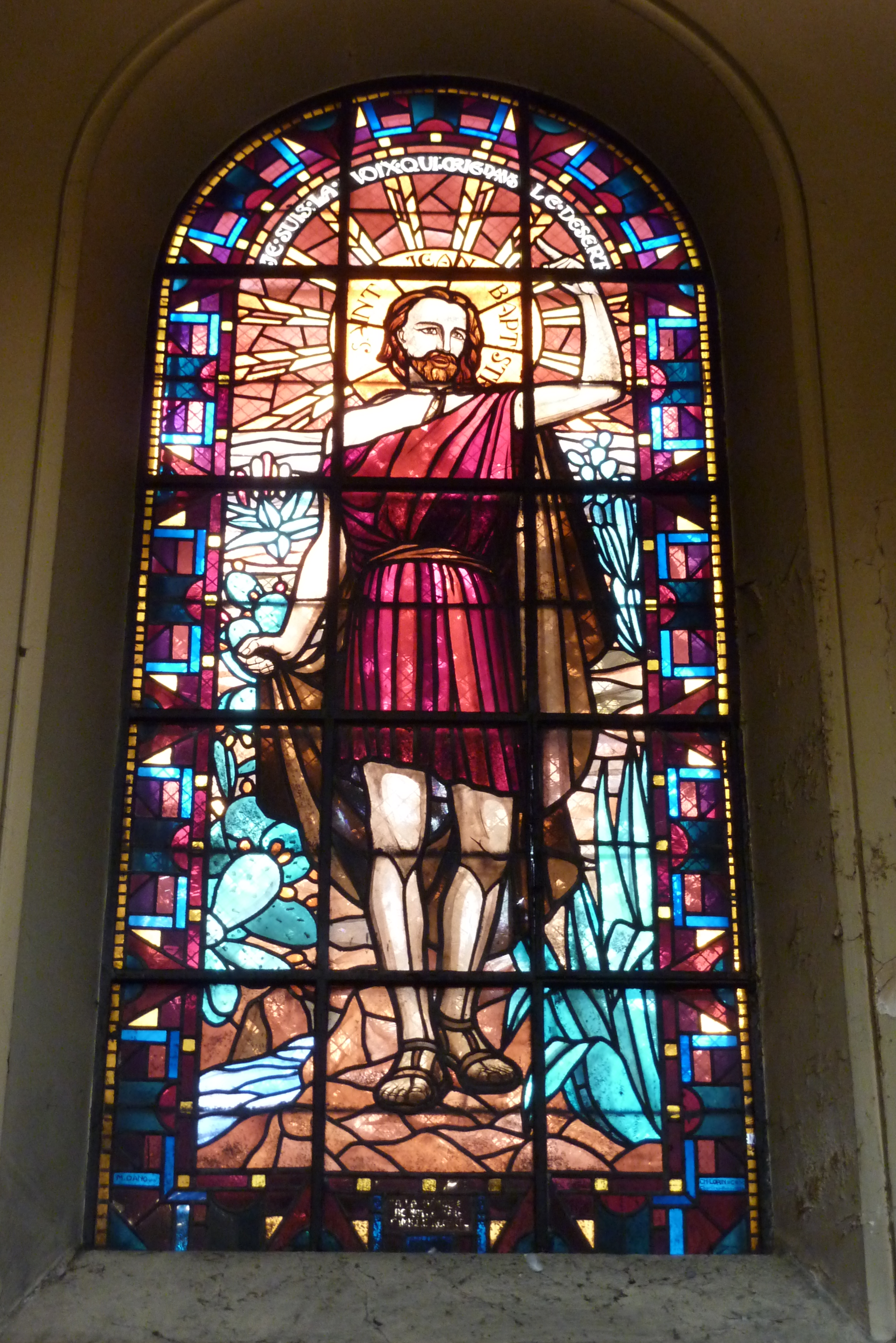
Saint Jean-Baptiste 1932.
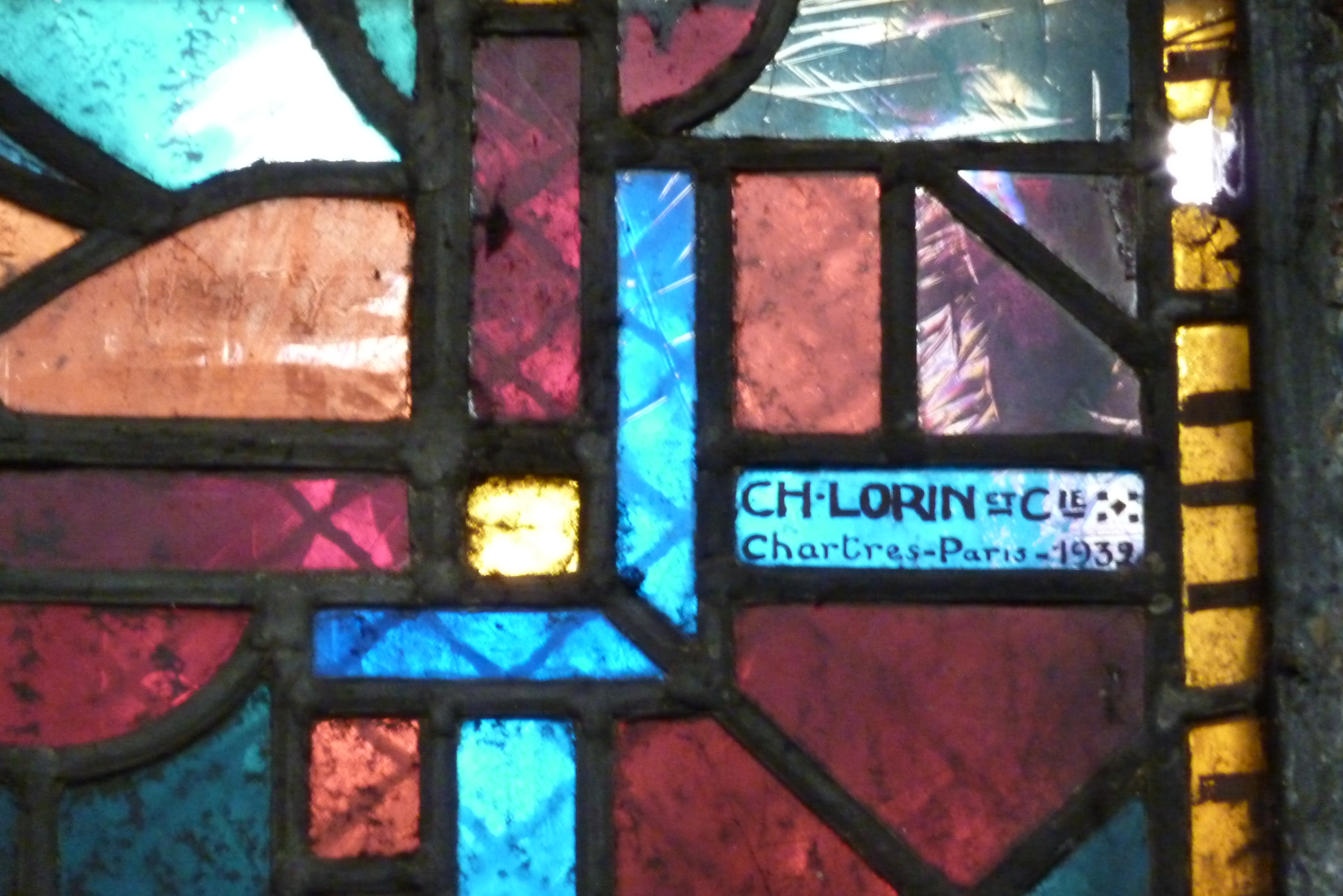
Détail saint Jean-Baptiste 1932.
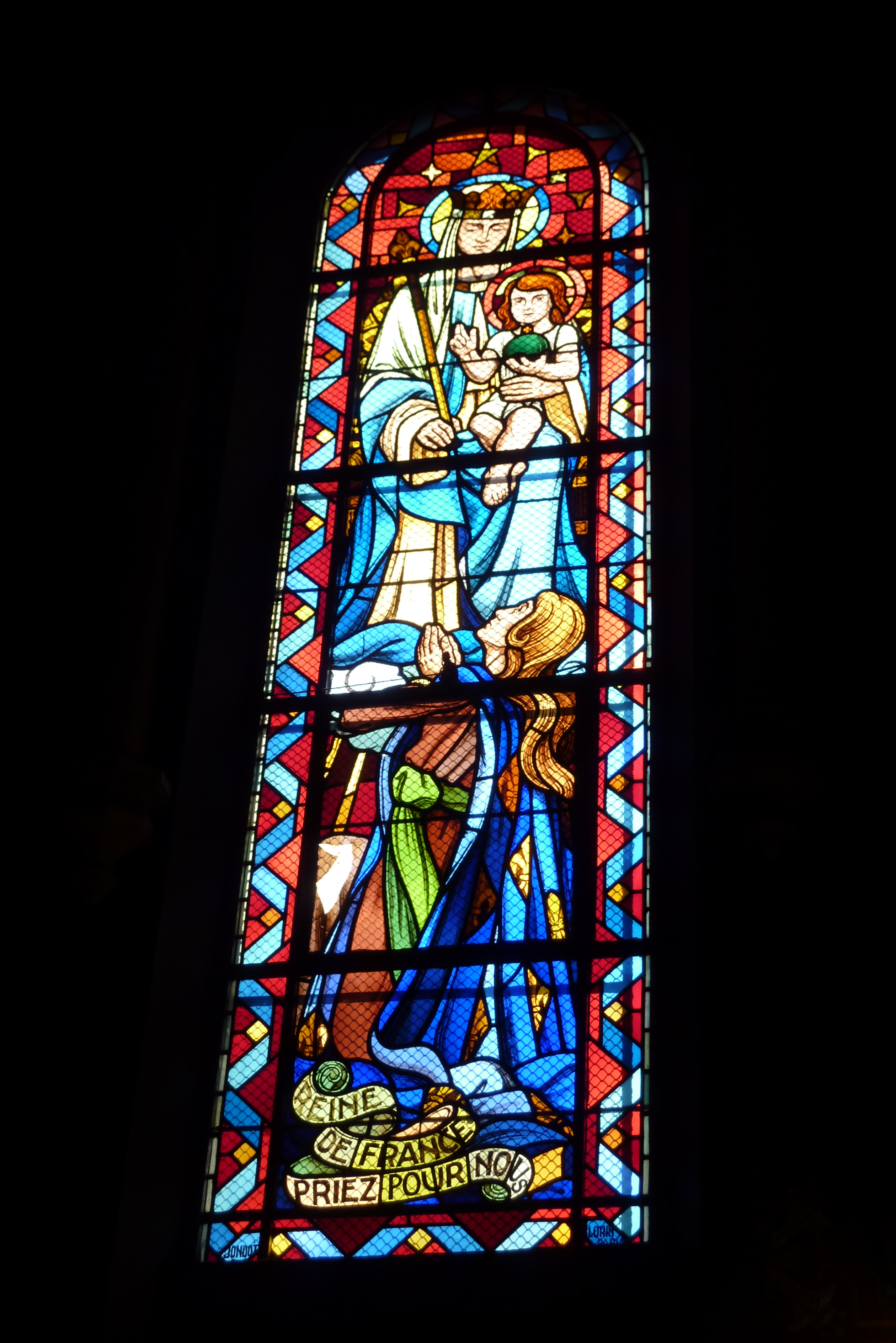
Vierge à l'Enfant Signatures "Jondot" et "Lorin Paris".
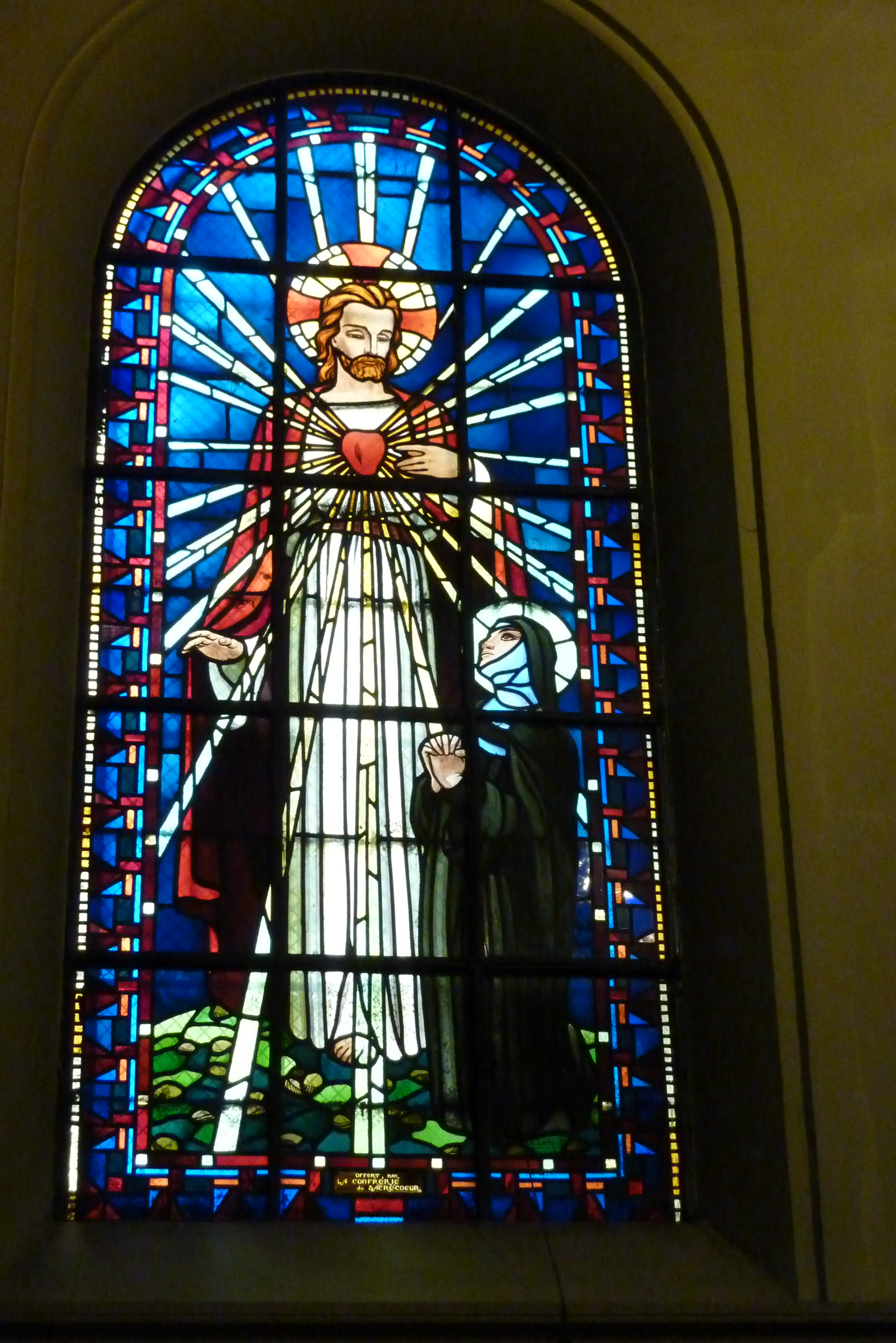
Jésus et Sainte Marguerite Marie Alacoque.
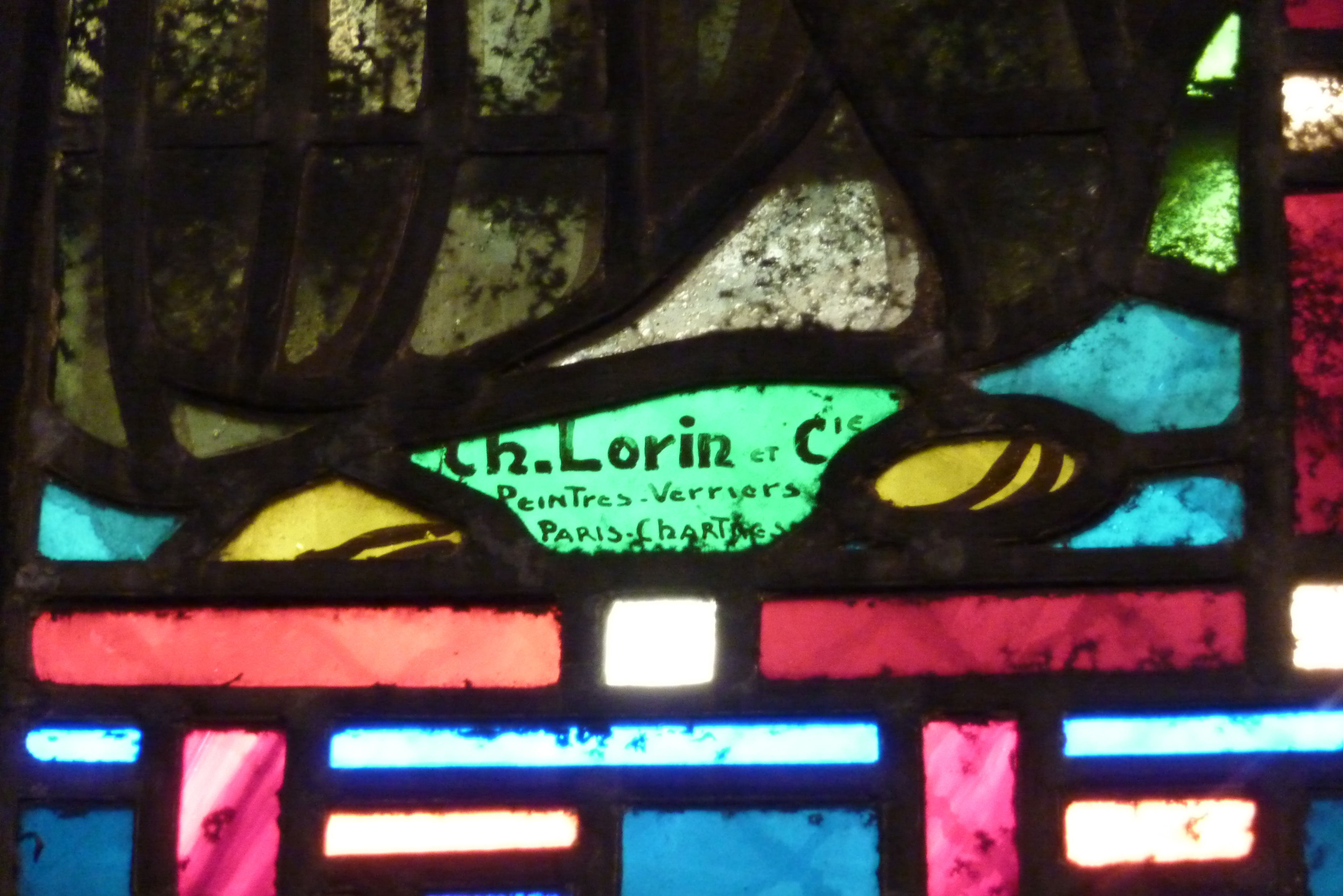
Détail Jésus et Sainte Marguerite-Marie Alacoque 1933.
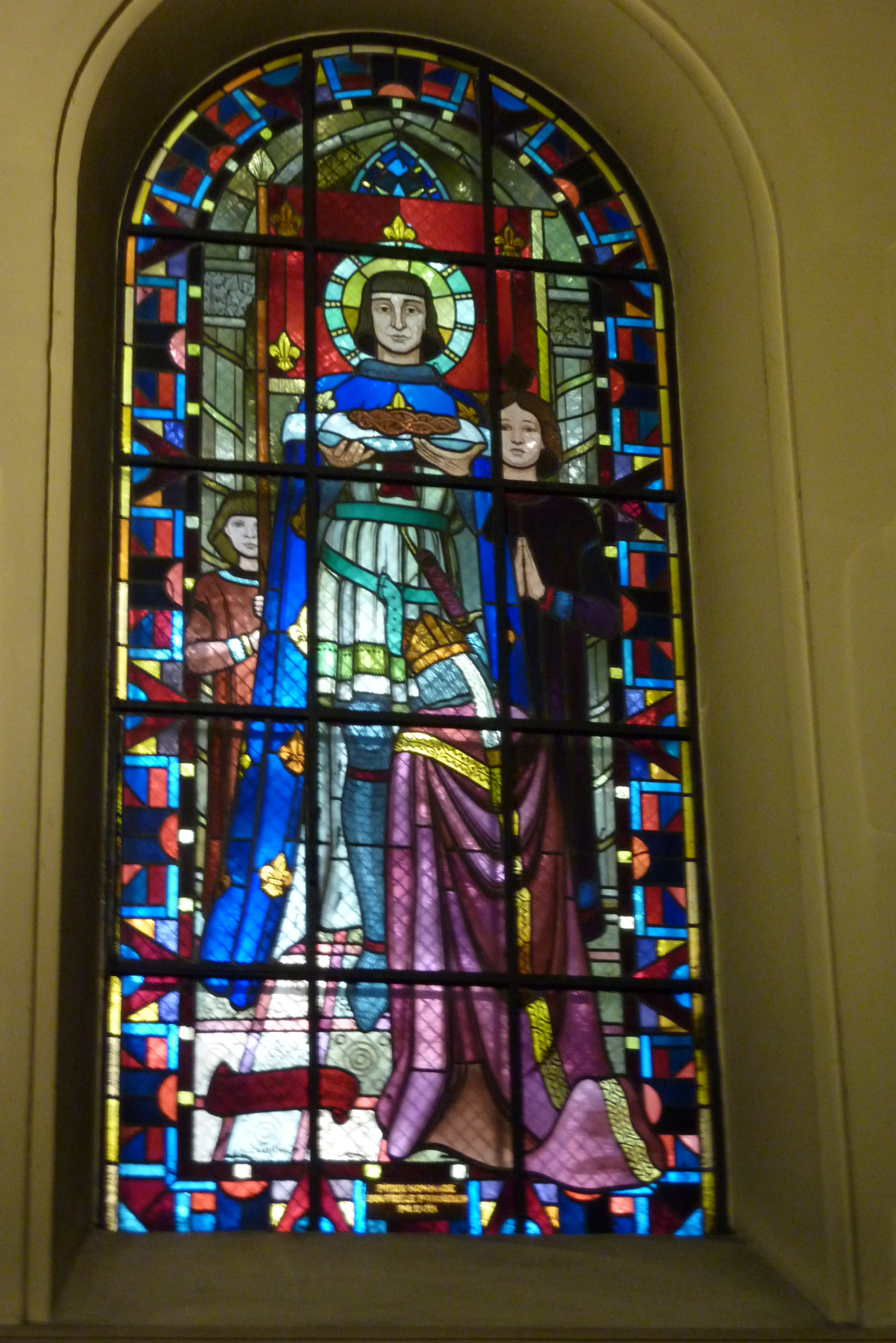
« Saint-Louis présente la couronne d'épines ».
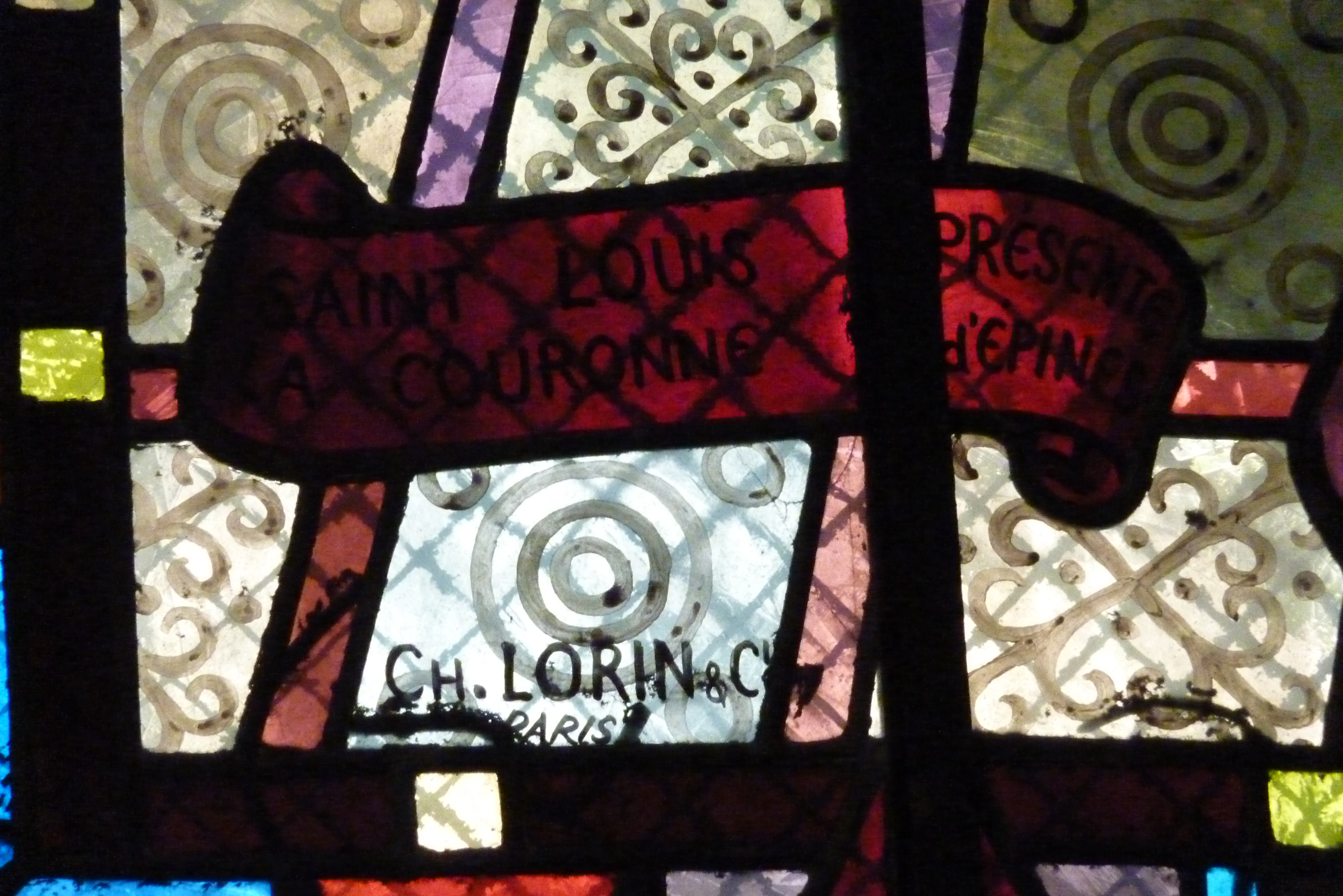
Détail « Saint-Louis présente la couronne d'épines ».

Les vitraux du chœur (Litanies de la Vierge et de la Sainte Trinité) ont été réalisés par Jacques Le Chevallier en 1970.

## Orgues

### Le grand orgue

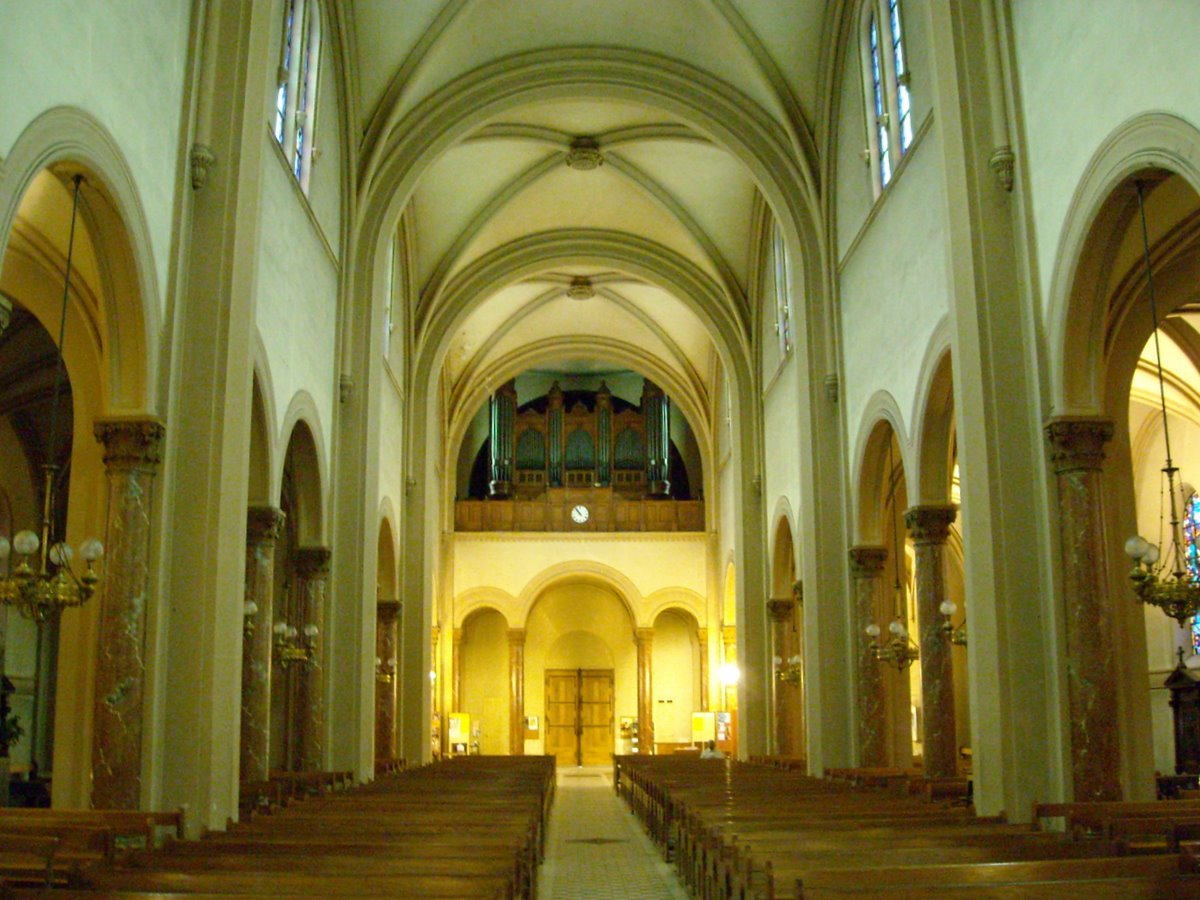
Le grand orgue.

L'orgue de tribune est l'œuvre de Joseph Merklin, construit à la fin du XIXe siècle, il a été modifié par le facteur d'orgue Dargassies en 1988. Il se compose d'un pédalier et de deux claviers. La transmission est mécanique avec machine Barker au grand orgue.
Titulaire : Philippe Dubeau
| I. Grand orgue 56 notes | II. Récit expressif 56 notes | Pédale 30 notes                                       |
| --- | --- | ----------------------------------------------------- |
| Principal 16' Bourdon 16' Montre 8' Flûte harmonique 8' Bourdon 8' Prestant 4' Doublette 2' Cornet V rgs Fourniture IV rgs Cymbale II-III rgs Bombarde 16' Trompette harmonique 8' Clairon 4' | Principal 8' Bourdon 8' Violoncelle 8' Voix céleste 8' Flûte octaviante 4' Octavin 2' Carillon III rgs Trompette harmonique 8' Basson-hautbois 8' Trémolo | Soubasse 16' Octavebasse 8' Bombarde 16' Trompette 8' |

Accessoires : 
- Accouplements : Récit/GO en 16', 8' et 4'
- Tirasses : GO, récit
- Appels des anches du grand orgue, du récit et de la pédale.
- Appel grand orgue

### L'orgue de chœur

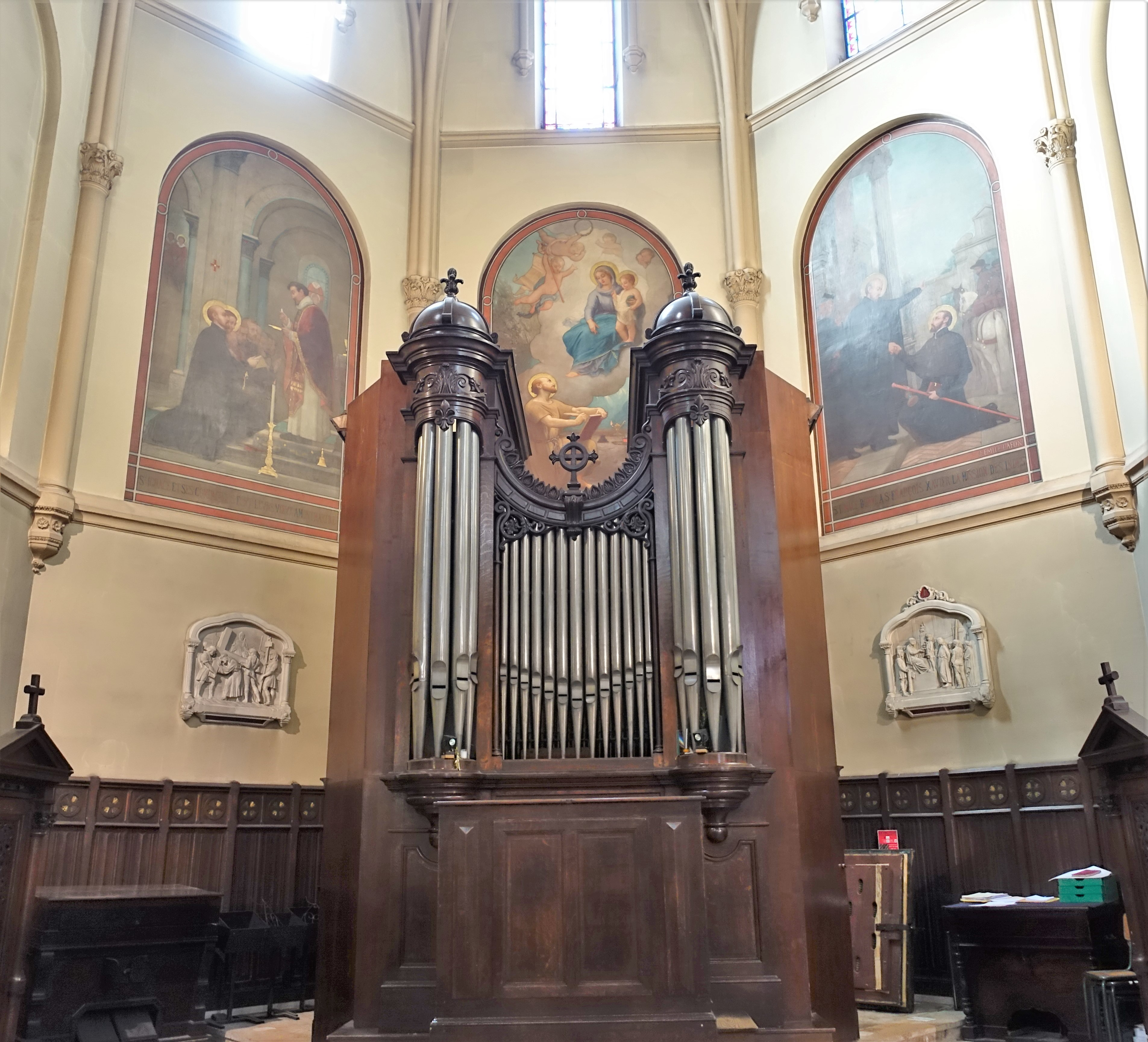
L'orgue de chœur.

Orgue Merklin, construit à la fin du XIXe siècle. Il se compose d'un pédalier et de deux claviers. La transmission des 14 jeux est mécanique.
Titulaire : Étienne Prouvay
| I. Grand orgue                                                      | II. Récit expressif                                                                                 | Pédale                                     |
| ------------------------------------------------------------------- | --------------------------------------------------------------------------------------------------- | ------------------------------------------ |
| Bourdon 16' Montre 8' Flûte harmonique 8' Salicional 8' Prestant 4' | Cor de nuit 8' Gambe 8' Voix céleste 8' Flûte octaviante 4' Trompette 8' Basson-hautbois 8' Trémolo | Soubasse 16' Octavebasse 8' Violoncelle 8' |

Accessoires : 
- Accouplements : Récit/GO
- Tirasses : GO, récit
- Appels des anches du récit

## Mairie du18earrondissement
En face, sur la place Jules-Joffrin, la mairie du 18e arrondissement remplace celle qui était antérieurement située place des Abbesses. Œuvre de Varoclier, de style néo-Renaissance, sa première pierre a été posée le même jour que celle du pont Caulaincourt, le 16 décembre 1888 ; elle a été inaugurée le 17 juillet 1892.

## Source
Jacques Hillairet, Dictionnaire historique des rues de Paris, Paris, Les Éditions de minuit, 1972, 1985, 1991, 1997, etc. (1re éd. 1960), 1 476 p., 2 vol.  [détail des éditions] (ISBN 2-7073-1054-9, OCLC 466966117)